# Médine
Pour les articles homonymes, voir Médine (homonymie).
Médine, anciennement Yathrib, est une ville d'Arabie saoudite, capitale de la province de Médine, située dans le Hedjaz. Elle a plusieurs noms en arabe : Al-Madīna (الْمَدِينَة) « la ville » ; Al-Madīna al-Munawwara (المدينة المنورة), son nom officiel et qui se traduit par « la ville illuminée », Madīnatu an-Nabî (ﻣَﺩِﯾﻨَﺔُ ٱﻟﻨَّﺒِﻲ) « la ville du prophète », ou Madīnatu Rasûl Allah (مَدِينَةُ رَسُولِ الله) « la ville du messager d'Allah ». Ses habitants sont les Médinois.
C'est là que vint s'installer en 622 à l'hégire le prophète de l'islam, Mahomet, après qu'il eut, selon le Coran, reçu l'ordre de Dieu de quitter La Mecque, ville distante de plus de 430 km. C’est aussi là qu’il mourut et fut enterré en 632. La ville abrite son tombeau dans la mosquée du Prophète ainsi que les premiers califes Abou Bakr et Omar, les autres personnes importantes de l'islam restant au cimetière Al-Baqi.
Médine est la deuxième ville sainte de l'islam, après La Mecque. Bien qu'il ne soit pas un passage obligatoire du hajj, de nombreux pèlerins venant de La Mecque viennent se recueillir, comme beaucoup de fidèles durant toute l’année, sur le tombeau de Mahomet et visiter les mosquées.

## Toponymie
À l'époque préislamique, Médine s'appelait Yathrib (يَثْرِب), nom dont l'étymologie n'est pas connue, mais qui est déjà mentionné vers 550 av. J.C. sur des documents cunéiformes du roi babylonien Nabonide sous la forme Ya-at-ri-bu. Au VIe siècle, le grammairien grec Étienne de Byzance l'écrit : Iathrippa, alors qu'auparavant les manuscrits de Ptolémée (IIe siècle) la mentionnent sous le nom de Lathrippa.
Elle a été rebaptisée « la ville illuminée » (en arabe : الْمَدِينَةَ ٱلْمُنَوَّرَة, Al Madina al Mounawara). Mais très vite, elle a simplement été appelée Al Madinah (« la ville »), un peu à la manière des romains qui désignaient Rome, Urbs. Selon des historiens, il existerait 100 noms pour la désigner[source insuffisante] :
- Tayyiba et Taba ; ce nom aurait été prononcé par Mahomet
- Dar el-Hidjra
- Dar el-Imane
- Dar al-Fath
- Dar al-Moustafa
- Al-Moubaraka
- Dar As-salam

Des islamologues proposent cependant une autre origine au nom de Médine. Il pourrait venir de Môdin, nom du petit village de Judée d'où partit l'insurrection victorieuse des Maccabées contre l'occupation séleucide.

## Présentation
Médine se situe à 594 mètres d'altitude dans une région vallonnée distante de près de 200 km des côtes de la mer Rouge. Elle s’est développée à partir de hameaux implantés dans un réseau d’oasis dans la partie la plus fertile du Hejaz. Au sud s’étend une immense plaine. La population était estimée en 2009 à 1 071 218 habitants. La citadelle, de forme ovale, est entourée d’un mur de 9 à 12 mètres de hauteur datant du XIIe siècle flanqué de tours et percé de quatre portes, dont la « porte égyptienne » (bab-al-salam), la plus remarquable. Au sud et à l’ouest s’étendent des quartiers de maisons basses, jardins et implantations.
Le tombeau de Mahomet, qui a été enterré sur le terrain de sa demeure, se situe à l’est de la ville dans la mosquée du Prophète. Construite à l’origine à côté de la maison, cette mosquée fut agrandie sur ordre du calife omeyyade Al-Walid Ier pour intégrer la tombe. Une autre mosquée remarquable est celle de Quba, qui perpétue la première mosquée de l'islam, construite par Mahomet et ses compagnons. Endommagée par la foudre en 850, elle fut remise en état en 892. Détruite par un incendie en 1257, elle fut reconstruite immédiatement. Elle fut restaurée en 1487 sur ordre du sultan égyptien Qaitbay, et finalement reconstruite au XXe siècle sous la direction de l'architecte égyptien Abdel-Wahed El-Wakil (en).

### Conditions d'accès
La présentation d'un « certificat de conversion à l'islam » pour toute personne convertie qui souhaite pénétrer dans le « périmètre sacré » est nécessaire, et se fait lors de la demande de visa « hajj » ou « omra » à l'ambassade d'Arabie saoudite. Ce document est normalement délivré dans n'importe quelle mosquée, après entretien et contrôle des connaissances. Ce document n'est pas nécessaire lorsqu'on possède un nom et un prénom musulmans. Il est préférable de faire cette attestation auprès des grandes mosquées, ou à défaut, auprès des associations.

## Climat
Médine possède un climat désertique, caractérisé par une aridité constante, des températures souvent très chaudes en journée. Les matinées d'hiver peuvent toutefois être assez fraîches. La pluie est très rare, et il y a souvent des orages sans précipitations, qui rendent le climat très lourd, et difficilement supportable, surtout avec la chaleur. Il est très fréquent de voir des températures supérieures à 48°. Globalement, en hiver, les températures tournent autour des 30 degrés, et même si des températures peuvent aller à moins de 25°, de telles températures sont plutôt rares, mais pas exceptionnelles, surtout en hiver.
| Mois                              | jan. | fév. | mars | avril | mai | juin | jui. | août | sep. | oct. | nov. | déc. | année |
| --------------------------------- | ---- | ---- | ---- | ----- | --- | ---- | ---- | ---- | ---- | ---- | ---- | ---- | ----- |
| Température minimale moyenne (°C) | 8    | 10   | 12   | 15    | 20  | 25   | 25   | 26   | 24   | 19   | 13   | 9    | 19    |
| Température maximale moyenne (°C) | 28   | 30   | 35   | 38    | 42  | 44   | 44   | 44   | 43   | 39   | 33   | 29   | 37,5  |
| Précipitations (mm)               | 8    | 1    | 4    | 5     | 4   | 0    | 0    | 0    | 0    | 1    | 10   | 4    | 37    |

## Histoire

### Période préislamique
Avant l’arrivée des premiers musulmans, la ville était connue sous le nom de Yathrib, Lathrippa dans les textes du géographe grec Ptolémée (IIe siècle).
Yathrib, au contraire de La Mecque, qui était à l'époque une cité commerçante, était constituée d'un groupe de hameaux situés dans une oasis fertile. Elle abritait des tribus juives (Banu Qainuka’a, Banu Qurayza, Banu Nadhir) et deux tribus arabes d’origine yéménite (Banu Aus ou 'Aws et Banu Khazraj) devenues dominantes vers le début du Ve siècle. Les Qurayza avaient, selon Ibn Khordadbeh, étaient collecteurs d’impôts pour le shah durant la domination perse du Hedjaz. Selon Ibn Ishaq, deux de leurs rabbins auraient persuadé un roi Himyarite, dont le fils avait été tué par des habitants de Yathrib, de ne pas exercer sa vengeance, en lui révélant la venue future dans l’agglomération d’un prophète issu des Quraych.
Vers la fin du Ve siècle, une rivalité s’éleva entre les Aus et les Khazraj. La guerre dite de Hāthib entraîna presque la totalité des ‘Aws et des Khazradj (ainsi que le reste des tribus juives) et culmina dans la bataille de Bu‘āth (617). Les Nadhir et les Qurayza se rangèrent aux côtés des premiers, les Qainuka’a appuyèrent les seconds. Abd-Allah ibn Ubayy, chef khazraj qui avait refusé de prendre part aux luttes par souci d’impartialité, s’était attiré une réputation de sage ; il semble avoir été l’un des personnages les plus en vue avant l’arrivée de Mahomet.
Il s'ensuivit une période de récession économique et d'instabilité, propre selon W. M. Watt à faire apparaître Mahomet comme un conciliateur : « Un prophète, avec une autorité ne reposant pas sur le sang mais sur la religion, [étant] capable de se tenir au-dessus des groupes rivaux et de tenir le rôle d'arbitre ».

### L'Hégire et les conflits durant la vie de Mahomet

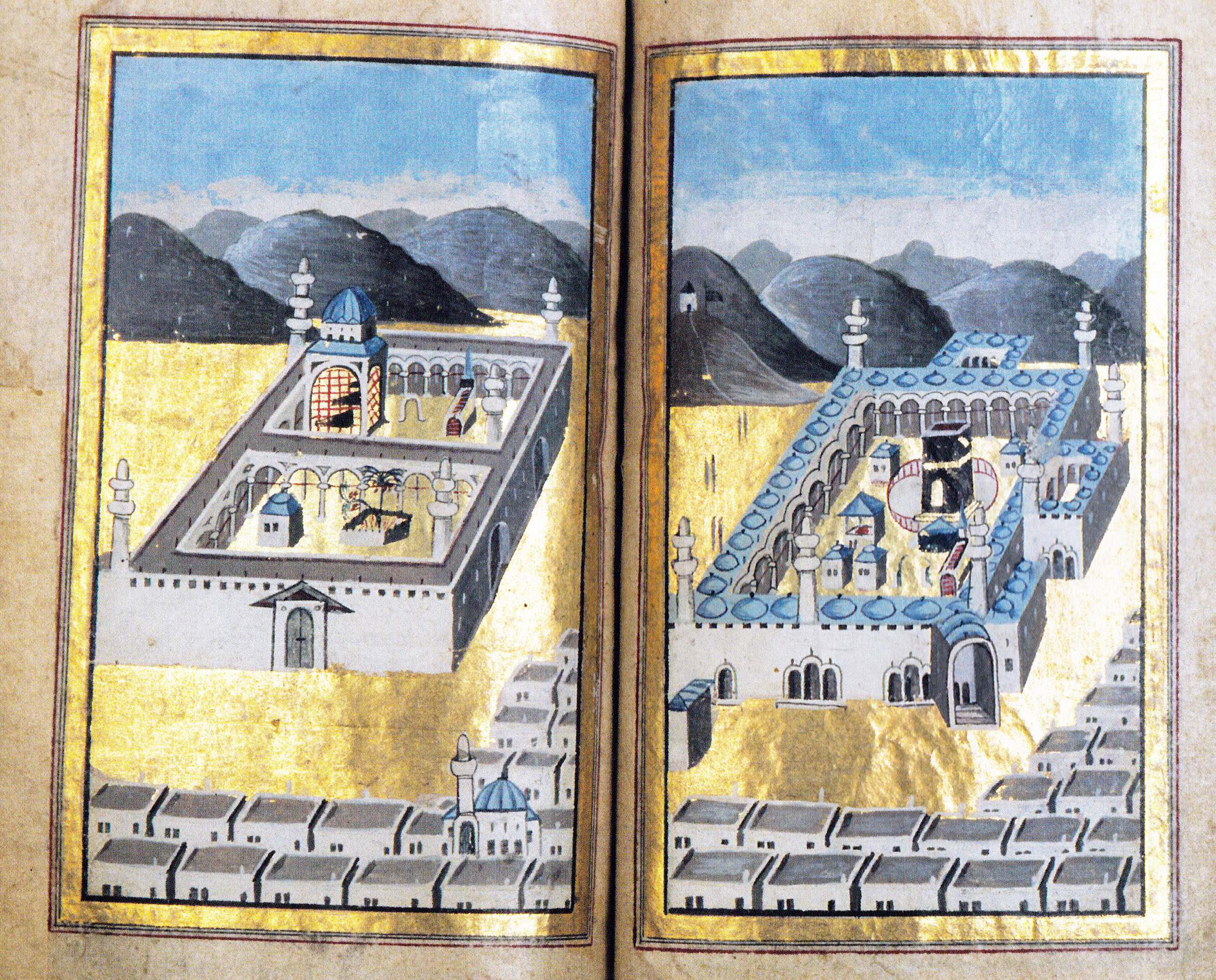
Représentation ottomane du XVIII des mosquées saintes de Médine (à gauche) et de La Mecque (à droite).

En 622, Mahomet, apparenté aux Khazraj par une arrière-grand-mère, est invité à venir vivre à Yathrib. Il y émigre alors avec les premiers musulmans. Cette migration est appelée l'hégire (Hijra c'est-à-dire l'« exil » ; la « rupture » ; la « séparation »), point de départ du calendrier islamique. Mahomet résidera à Médine, et c'est là qu'il mourut et fut enterré (632). C'est également dans cette ville que demeurèrent les trois premiers califes : Abū Bakr, ‘Umar, ‘Uṯmān. Au cours des luttes qui suivirent le meurtre de ‘Uṯmān, le quatrième calife, ‘Alī partira s'établir à Kūfa, dans le sud de la Mésopotamie.
À Médine, la communauté constituée autour de Mahomet s'accrut peu à peu. Les fidèles s'appelaient (au singulier) moslim, c'est-à-dire soumis (à Allāh). Le clan de Mahomet, enrichi par la guerre privée, acquit peu à peu les caractéristiques d'un État théocratique. Il finit par dominer pratiquement Médine. Pour cela, il dut faire face a l'opposition de certains chefs des tribus juives. Il chassa les Banou Qaynoqaâ ainsi que les Banou Annadir (ces derniers ayant tenté de l'assassiner), et fit exécuter, lors de la bataille de la tranchée, les combattants des Banou Quraidha qui rompirent le pacte de défense commune de la cité et se rangèrent aux côtés des coalisés. Il engagea des pourparlers avec les tribus arabes du Hedjāz, puis de toute la péninsule. Un réseau de pactes finit par le lier à la plupart des tribus arabes. Une conversion même superficielle à l'islam, la nouvelle religion, était en général exigée. Les tribus alliées payaient l'aumône légale ou zakāt (une taxe spéciale était perçue sur ceux qui restaient juifs ou chrétiens), s'engageaient à ne plus attaquer d'autres groupes musulmans et à participer à la guerre contre les non-musulmans, bénéficiant du butin pris sur ceux-ci,.
Il est question d'une Constitution de Médine, qui établit une alliance au sein d'une oumma entre les musulmans, les juifs et les autres, et interdit, en particulier, l’alliance avec les Quraych. Néanmoins, les historiens modernes doutent que tous les points de cette constitution datent de l’époque de Mahomet.

### Période omeyyade
Mo‘āwiya, l'adversaire d'Ali, fut le fondateur du Califat omeyyade, avec Damas comme capitale. Durant les règnes des califes omeyyades Yazīd (680-683) et ‘Abd al-Malik (685-705), l'Arabie se trouva sous l'autorité d’Ibn al-Zoubayr, opposant déterminé des Omeyyades : de violents combats se déroulèrent jusque dans La Mecque, mais finalement Ibn al-Zoubayr fut vaincu et tué, et les califes de Damas administrèrent l'Arabie par l'intermédiaire de gouverneurs dont Aban ibn Uthman (de 695 à 702) établis à La Mecque et à Médine pour l'Arabie occidentale (Hedjaz et Yémen) et à Basra pour l'Arabie orientale. Les villes saintes furent l'objet de soins constants des califes, et elles devinrent des centres intenses et prospères de vie religieuse et intellectuelle.

### Période abbasside
La période abbasside commence en 749 ou 750 (132 de l'hégire) et s'arrête en 1258 (656 de l'hégire) qui est l'année de la chute de l'Empire abbasside. On peut diviser en trois a période abbasside :
- La première de 132 (750) à 363 (974) : le début de la période abbasside ;
- La deuxième de 363 (974) à 463 (1071) : l'influence fatimide ;
- La troisième de 463 (1071) à 656 (1258) : l'influence ayyoubide.

Le déplacement de la capitale musulmane de Damas à Bagdad donna une impulsion nouvelle au commerce dans le golfe Persique, ce dont profita partiellement la côte orientale de l'Arabie. Mais des difficultés d'origine religieuse et politique troublèrent la paix du pays. Les descendants de ‘Ali, déçus par les ‘Abbāsides, firent de l'Arabie occidentale, à La Mecque, à Médine et au Yémen, le terrain d'élection de leur propagande politico-religieuse durant la majeure partie du IXe siècle.

### Période mamelouk
La dynastie mamelouke règne sur l'État islamique le plus puissant de son époque qui s'étend sur l'Égypte, la Syrie et la péninsule arabique (le Hedjaz) de 1250 à 1517.

### Période ottomane
Après la conquête de l'Égypte (1517), les Ottomans étendirent leur domination sur l'Arabie (les sultans portèrent le titre de « serviteur des deux villes saintes »).

### Période hachémite
Médine fut sous le contrôle du chérif de La Mecque Hussein ben Ali entre 1916 et 1924.

### Période saoudienne

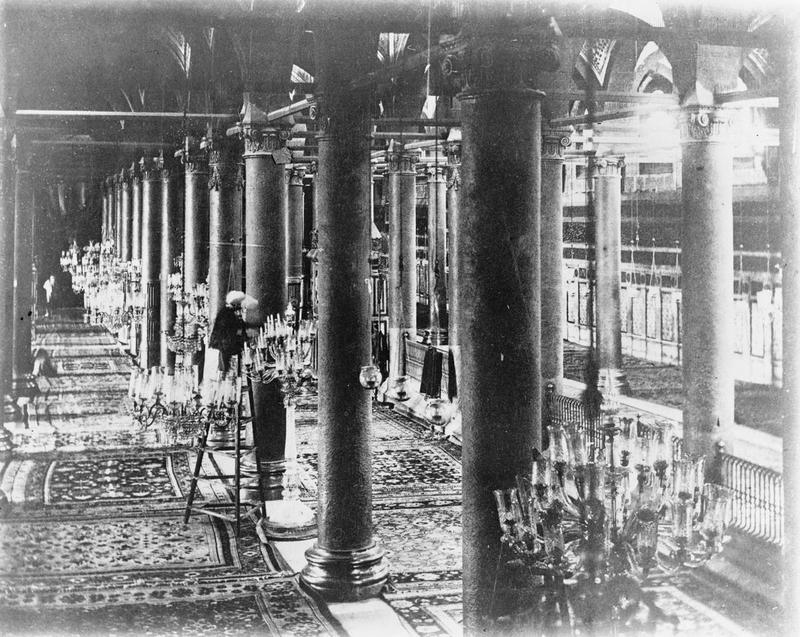
Thomas Edward Lawrence et la grande révolte arabe de 1916 - 1918. L'intérieur de la mosquée du Prophète en 1908.

En 1924, les forces d'Hussein furent défaites par Abdul Aziz ibn Séoud, émir du Nedjd et Médine fut alors annexée au royaume d'Arabie saoudite en 1932.

## Transports
Médine est desservie par l'aéroport international Prince Mohammad Bin Abdulaziz. Depuis le 11 octobre 2018, la LGV Haramain est une ligne ferroviaire à grande vitesse qui relie Médine à la Mecque via Djeddah.
Un projet de métro a vu le jour en 2013.

## Personnalités
- Abou Bakr As-Siddiq, compagnon de Mahomet (vers 573 - 634)
- Omar ibn al-Khattab, compagnon de Mahomet
- Uthman ben Affan, époux de Roukaya, fille de Mahomet
- Ali Ibn Abi Talib, cousin de Mahomet et époux de sa fille Fatima Zahra
- Oumm Waraka, martyrisée en 641 à Médine.